# 坦巴乌
坦巴乌是巴西圣保罗州的一个市镇。总面积561.566平方公里，总人口24033人，人口密度42.8人/平方公里。